# 香海仙报春
香海仙报春（学名：Primula wilsonii）为报春花科报春花属下的一个种。产于云南(思茅、大理、昆明、嵩明、永仁、昭通)和四川(木里、稻城、冕宁、越西、石棉、康定)等地。模式标本采自云南思茅。

## 扩展阅读
維基物種上的相關：香海仙报春